# Mariinka, Donețk
Mariinka (în ucraineană Мар`їнка) a fost un oraș raional, reședința raionului cu același nume din regiunea Donețk, Ucraina. Orașul a fost ocupat în 2014, în cadrul războiului din Donbas de către forțele pro-ruse DPR. Forțele ucrainene au eliberat Mariinka pe 5 august 2014, astfel devenind un oraș front.
Orașul s-a aflat în prima linie de distrugere la începutul invaziei Rusiei în Ucraina din anul 2022. Pe 25 decembrie 2023, trupele ucrainene s-au retras complet din Mariinka. În prezent acesta este distrus complet.